# Лисокане
Лисокане (пол. Łysokanie) — село в Польщі, у гміні Клай Велицького повіту Малопольського воєводства.
Населення — 577 осіб (2011).
У 1975-1998 роках село належало до Краківського воєводства.

## Демографія
Демографічна структура станом на 31 березня 2011 року:
|          | Загалом | Допрацездатний вік | Працездатний вік | Постпрацездатний вік |
| -------- | ------- | ------------------ | ---------------- | -------------------- |
| Чоловіки | 267     | 60                 | 186              | 21                   |
| Жінки    | 310     | 66                 | 186              | 58                   |
| Разом    | 577     | 126                | 372              | 79                   |